# Bill Perkins (Unternehmer)
William O. „Bill“ Perkins III (* 2. Februar 1969 in Houston, Texas) ist ein US-amerikanischer Hedgefonds-Manager, Filmproduzent, Filmschauspieler, Autor und Pokerspieler.

## Persönliches
Perkins wuchs in Jersey City im US-Bundesstaat New Jersey auf. Dort schloss er im Jahr 1986 die private St. Peter’s Preparatory School ab. Später studierte Perkins Elektrotechnik an der University of Iowa in Iowa City. Er lebt in Houston.
Perkins ist für seine Wetten mit anderen Pokerspielern bekannt. Im Oktober 2013 verlor er eine Wette gegen Jeff Gross, der sich gegen eine Zahlung von 550.000 US-Dollar ein von Perkins ausgesuchtes Tattoo stechen ließ. Im Januar 2016 bewegte sich Antonio Esfandiari aufgrund einer Wette mit Perkins während des PokerStars Caribbean Adventures auf den Bahamas für 48 Stunden ausschließlich im Ausfallschritt fort. Da Esfandiari jedoch während des Main Events an seinem Tisch in eine Flasche uriniert hatte, um sich den anstrengenden Weg zur Toilette zu sparen, wurde er von der Turnierleitung disqualifiziert und spendete anschließend den gegen Perkins gewonnenen Betrag als Entschuldigung an wohltätige Zwecke. Im März 2017 ging Perkins eine Wette mit den Brüdern Matthew und Jaime Staples ein. Um die Wette zu gewinnen, mussten sie es innerhalb eines Jahres schaffen, bei ihrem Körpergewicht auf eine Differenz von weniger als einem Kilogramm zu kommen. Bei Abschluss der Wette wog Jaime Staples rund 140 kg, sein Bruder Matthew dagegen lediglich 60 kg. Beim offiziellen Wiegen am 27. März 2018 wiesen beide das exakt gleiche Gewicht auf und machten somit aus einem Wetteinsatz von nur 3000 US-Dollar einen Gewinn von 150.000 US-Dollar.
Am 28. Juli 2020 erschien Perkins’ erstes Buch Die with Zero: Getting All You Can from Your Money and Your Life.

## Unternehmerkarriere
Perkins arbeitete nach Abschluss der Universität mit dem Erdgas-Händler John Douglas Arnold zusammen. Im Jahr 1997 gründete Perkins sein Unternehmen Small Ventures USA, LP, das sich auf Risikokapital und Private Equity spezialisiert hat. 2002 schloss er sich der Firma Centaurus Energy an, die bis 2012 Bestand hatte. Seitdem konzentriert sich Perkins auf Hedgefonds, durch die er ein geschätztes Vermögen von 50 bis 400 Millionen US-Dollar angehäuft hat.

## Pokerkarriere
Perkins spielt auf der Onlinepoker-Plattform PokerStars unter dem Nickname GASTRADER. Er nimmt gelegentlich an Live-Pokerturnieren teil, spielt dabei jedoch fast ausschließlich High-Roller-Events, also Turniere mit Buy-ins von mindestens 10.000 US-Dollar.
Seine erste Live-Geldplatzierung erzielte Perkins Mitte Januar 2012 beim High-Roller-Event des PokerStars Caribbean Adventures (PCA) auf den Bahamas. Dort belegte er den 15. Platz von 148 Spielern und erhielt ein Preisgeld von knapp 60.000 US-Dollar. Im Juli 2012 und 2014 spielte er mit dem Big One for One Drop der World Series of Poker (WSOP) im Rio All-Suite Hotel and Casino am Las Vegas Strip jeweils das teuerste Pokerturnier des Jahres. Beim Event mit einem Buy-in von einer Million US-Dollar konnte er sich jedoch beide Male nicht in den Geldrängen platzieren. Ende Juni 2013 erreichte Perkins beim teuersten Event der WSOP 2013, dem 111.111 US-Dollar teuren High Roller for One Drop, den Finaltisch und wurde hinter Anthony Gregg und Chris Klodnicki Dritter, wofür er knapp 2 Millionen US-Dollar erhielt. Anfang Oktober 2013 belegte Perkins beim Super High Roller der European Poker Tour in London den vierten Platz und sicherte sich damit umgerechnet rund 470.000 US-Dollar. Im Januar 2017 erreichte er bei zwei PCA-Events der Variante No Limit Hold’em die Geldränge und erhielt Preisgelder von knapp 100.000 US-Dollar. Anfang August 2019 erreichte Perkins beim Triton Million for Charity in London, dem mit einem Buy-in von einer Million Pfund bisher teuersten Pokerturnier weltweit, den Finaltisch und erhielt für seinen sechsten Platz sein bisher höchstes Preisgeld von umgerechnet mehr als 2,6 Millionen US-Dollar. Seitdem erzielte er bis dato keine weitere Geldplatzierung bei einem Live-Turnier.
Insgesamt hat sich Perkins mit Poker bei Live-Turnieren knapp 5,5 Millionen US-Dollar erspielt. Von April bis Dezember 2016 spielte er als Teil der Berlin Bears in der Global Poker League und erreichte mit seinem Team das Finale.